# Chropi rifle
Le fusil Chropi était un type de fusil conçu par Chropei (en Grec : ΧΡΩΠΕΙ), une compagnie grecque de produits chimiques. Il a été conçu par une équipe sous la direction de M. Sotiris Sofianopoulos (apparemment basé sur une conception chypriote grecque originale) et a été proposé à l'armée grecque en 1975. De conception simple, plutôt archaïque et très inférieure au HK G3 qui a été finalement adopté (produit par la compagnie EBO gérée par l'État), le fusil a été rejeté après une série d'essais indiquant que l'arme en elle-même ne correspondait pas aux normes désirées. La compagnie, néanmoins, avait créé toute l'infrastructure nécessaire pour sa production en petit nombre (probablement quelques douzaine). Les armes ainsi produites furent remises à l'état grec et finirent par être stockées avec les équipements obsolètes de l'armée.

## Galerie

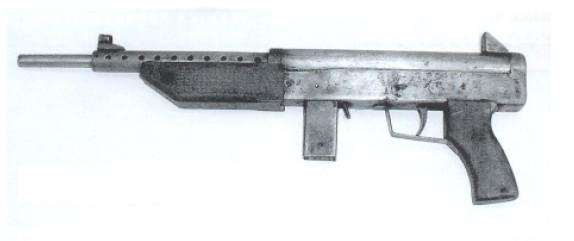
Le fusil d'assaut grec Chropi.